# Mark Lubotsky

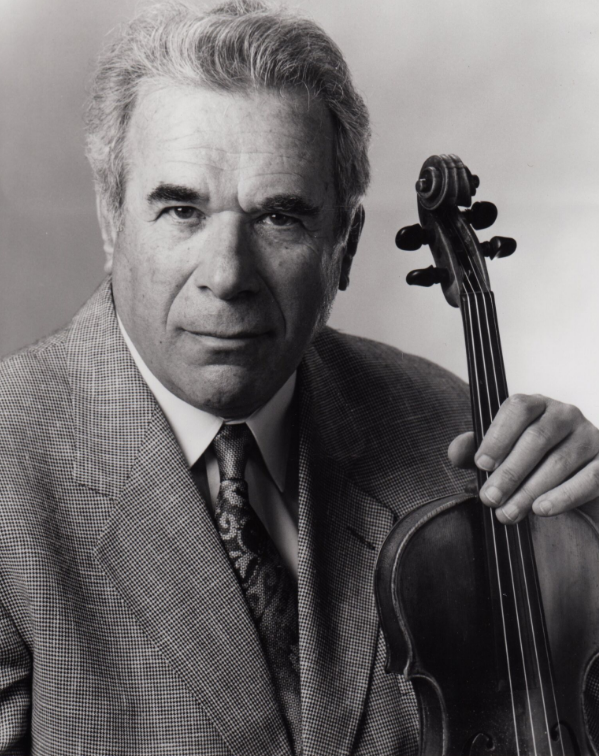
Mark Lubotsky

Mark Dawidowitsch Lubotsky (russisch Марк Давыдович Лубоцкий, wiss. Transliteration Mark Davydovič Lubockij; * 18. Mai 1931 in Leningrad; † 13. März 2021 in Hamburg) war ein russischer Geiger.

## Leben
Lubotsky ging im Alter von sieben Jahren nach Moskau, zunächst an die Zentrale Musikschule Moskau und später ans Moskauer Konservatorium, wo er Schüler von Abram Jampolski und David Oistrach war. Noch vor Abschluss der Studien war er einer der Preisträger bei den Weltjugendfestspielen in Berlin (1951) und 1956 bei einem internationalen Wettbewerb in Salzburg. 1958 nahm er am Tschaikowsky-Wettbewerb in Moskau teil. Anschließend konzertierte er in Russland und im Ausland. Mit den Philharmonischen Orchestern von Moskau und Leningrad sowie dem Staatlichen Symphonieorchester trat er auf und machte Aufnahmen.

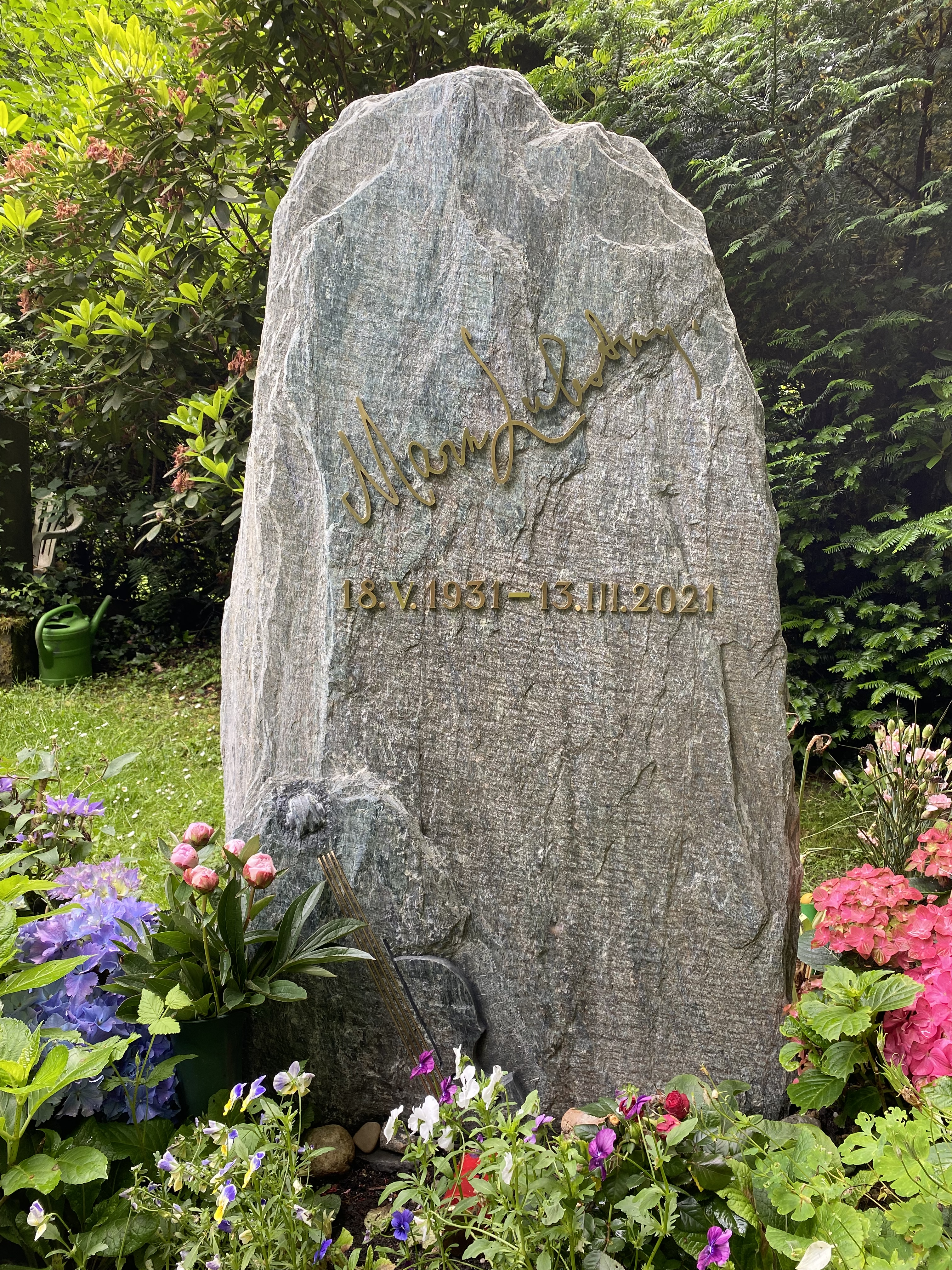
Grabstätte auf dem Friedhof Ohlsdorf

Nach seiner Emigration nach Holland begann 1976 seine Karriere in Westeuropa und den USA. Er trat auch in Japan, Australien und Neuseeland auf, war Gast der Festivals von Santa Fe, Norfolk, Taukubi, Cheltenham, Aldeburgh, Bath und Dartington und arbeitete unter Dirigenten wie Benjamin Britten, Kyrill Kondraschin, Eugene Ormandy, Mstislaw Rostropowitsch, Jewgeni Swetlanow, Bernard Haitink, Gennadi Roschdestwenski und Kurt Sanderling.
Sein Interesse galt neben dem klassisch-romantischen Repertoire vor allem der zeitgenössischen Musik. Mit Alfred Schnittke verband ihn eine lebenslange Freundschaft. Nachdem er dessen erstes Violinkonzert 1963 in Moskau uraufgeführt hatte, widmete Schnittke ihm sein zweites Violinkonzert sowie drei seiner Violinsonaten. Mit Irina Schnittke und Mstislav Rostropowitsch spielte er auch die Uraufführung von Schnittkes Klaviertrio. Unter der Leitung des Komponisten spielte Lubotsky außerdem Benjamin Brittens Violinkonzert auf LP ein; Britten erklärte: This is the performance I have been waiting for. Später widmete er sich verstärkt dem Werk des estnischen Komponisten Arvo Pärt. Auf zwei LPs legte er die ersten Einspielungen von Werken des fast vergessenen Komponisten Nikolai Roslawez vor.
Lubotskys bevorzugte Klavierpartner waren Luba Edlina, Boris Berman, Peter Frankl, Ralf Gothóni, Brenno Ambrosini und Dimitri Vinnik. Mit Katarina Andreasson und seiner Frau Olga Dowbusch-Lubotsky bildete er das Lubotsky-Trio.
Daneben war Lubotsky auch Violinlehrer; er unterrichtete am Moskauer Gnessin-Institut und nach seiner Emigration am Amsterdamer, Rotterdamer und ab 1987 an der Hochschule für Musik und Theater Hamburg. Er hielt Meisterkurse an der Toho-Universität in Tokio, der University of Auckland in Neuseeland, der Guildhall School of Music and Drama in London, dem Sankt Petersburger Konservatorium, der Sibelius-Akademie in Helsinki und in Göteborg.
Mark Lubotsky wurde auf dem Hamburger Friedhof Ohlsdorf beigesetzt. Die Grabstätte liegt gegenüber dem südlichen Zugang zum Garten der Frauen.